# Starý Tekov
Starý Tekov (in ungherese Óbars, in tedesco Bersenberg o Altbarsch) è un comune della Slovacchia facente parte del distretto di Levice, nella regione di Nitra.